# سيلفينا أوكامبو
سيلفينا أوكامبو (بالإسبانية: Silvina Ocampo)‏ (1903 - 1993)، هي كاتبة وشاعرة أرجنتينية. وتعد أوكامبو من أبرز شاعرات الأرجنتين وأمريكا الجنوبية التي تمتعت فيها بشهرة واسعة لم ينلها كاتب أو شاعر اخر معاصر لها.
ولدت أوكامبو في العاصمة بوينس آيرس، وهي أصغر ستة أطفال لمانويل أوكامبو ورامونا أغيري. لقد تعلمت في المنزل قبل المعلمين. إحدى أخواتها كانت فيكتوريا أوكامبو ناشرة مجلة صور الأرجنتينية المهمة أدبيًا. درست الرسم في باريس تحت جورجيو شيريكو.
```
كانت متزوجة من الكاتب الأرجنتيني 
أدولفو بيوي كاساريس
.
```

توفيت بالأرجنتين سنة 1993.

## روابط خارجية
- سيلفينا أوكامبو على موقع IMDb (الإنجليزية)
- سيلفينا أوكامبو على موقع الموسوعة البريطانية (الإنجليزية)
- سيلفينا أوكامبو على موقع قاعدة بيانات الفيلم (الإنجليزية)